# Петрівська липа
Петрі́вська липа — ботанічна пам'ятка природи місцевого значення в Україні. Розташована в межах Олешанської сільської громади Івано-Франківського району Івано-Франківської області, в селі Петрів.
Площа 0,01 га. Статус надано згідно з рішенням обласної ради від 15.07.1993 року. Перебуває у віданні Петрівської сільської ради.
Статус надано з метою збереження одного екземпляра липи серцелистої, посадженої 1848 року на честь скасування кріпацтва.